# ロニー・エベルソン・フルタード・デ・アラウージョ
ロニー（Ronny）ことロニー・エベルソン・フルタード・デ・アラウージョ（ポルトガル語: Ronny Heberson Furtado de Araújo、1986年5月11日 - ）は、ブラジルのサッカー選手。ポジションはMF。
兄のラファエウもサッカー選手で、ヘルタ・ベルリンでチームメイトであった。

## クラブ歴

### スポルティング以前
セアラー州フォルタレザで生まれ、SCコリンチャンス・パウリスタでサッカー選手となり3シーズンを過ごしたものの、リザーブチームでの起用が殆どであった。2006年7月に契約が満了すると、スポルティング・クルーベ・デ・ポルトゥガルに移籍した。
スポルティングに移籍してからも定位置を確保するのに苦労した。2006-07シーズンはポルトガル代表のマルコ・カネイラ、チリ代表のロドリゴ・テージョとのポジション争いとなり、プリメイラ・リーガで12試合に出場した。その中で2006年11月26日のアウェー、ナヴァル・プリメイロ・デ・マイオ戦の88分に決めた直截フリーキックは211km/hを出していたともされている。
2007-08シーズンは開始と共に定位置を確保したものの、1月にACミランからレアンドロ・グリミが移籍してくるとポジションを失い、2008-09シーズンはわずか6試合の出場に止まった。2009-10シーズンには3番手あるいは4番手にまで後退しUDレイリアにレンタル移籍、同クラブをプリメイラへと導いた。

### ヘルタ・ベルリン
2010年に2.ブンデスリーガに所属するヘルタ・ベルリンに移籍、ここでは兄とチームメイトとなった。2011年9月17日、ホームで迎えたFCアウクスブルク戦でパトリック・エベルトとの交代で途中出場し初出場。
2012-13シーズンには兄がディナモ・キエフへと移籍したため、より攻撃的なポジションで起用されるようになった。このシーズンは18得点を決める大活躍、ブンデスリーガ復帰に貢献した。
2016年8月31日、ヘルタ・ベルリンのGMであるミヒャエル・プレーツと彼は人員余剰のために契約を解消する事で合意した。

### フォルタレーザ
2017年3月17日、フォルタレーザECに加入した。11月10日に退団した。